# Goðafoss
La Goðafoss est une des chutes les plus célèbres d'Islande. Elle est localisée dans la région de Mývatn, sur le fleuve Skjálfandafljót et fait 12 mètres de hauteur sur 30 mètres de largeur.

## Histoire
En l'an 1000, le parlement islandais (l'Alþing) décide de suivre l'avis donné par le Lögsögumad Þorgeir Þorkelsson, païen désigné pour arbitrer sur le choix de la religion dans l'île en 999, et adopte le christianisme. En revenant dans sa contrée, celui-ci montre l'exemple en jetant ses idoles de l'ancienne religion nordique dans cette chute. Le nom Goðafoss signifie « la chute des dieux » en souvenir de cet évènement.

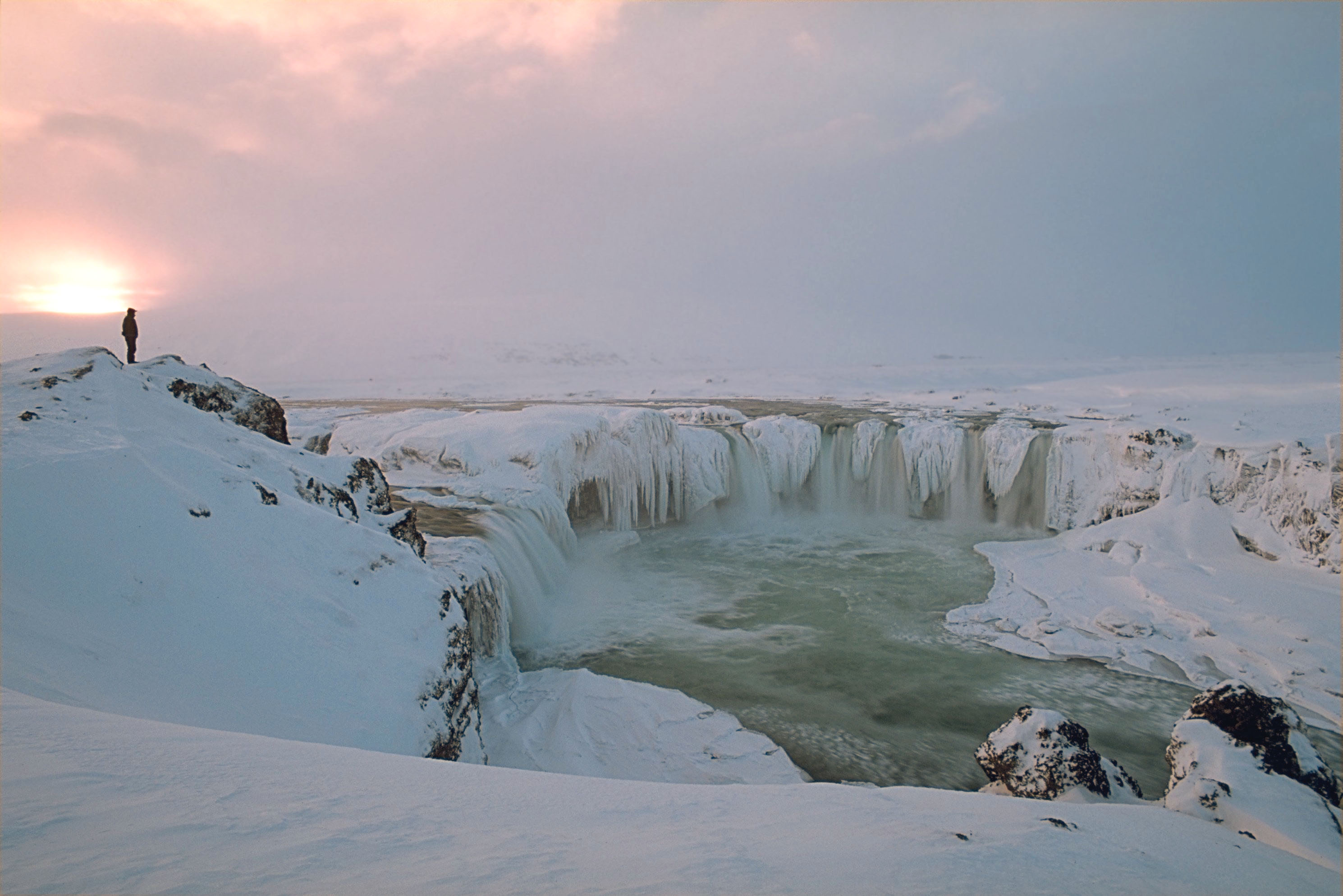
Vue de Goðafoss en hiver.

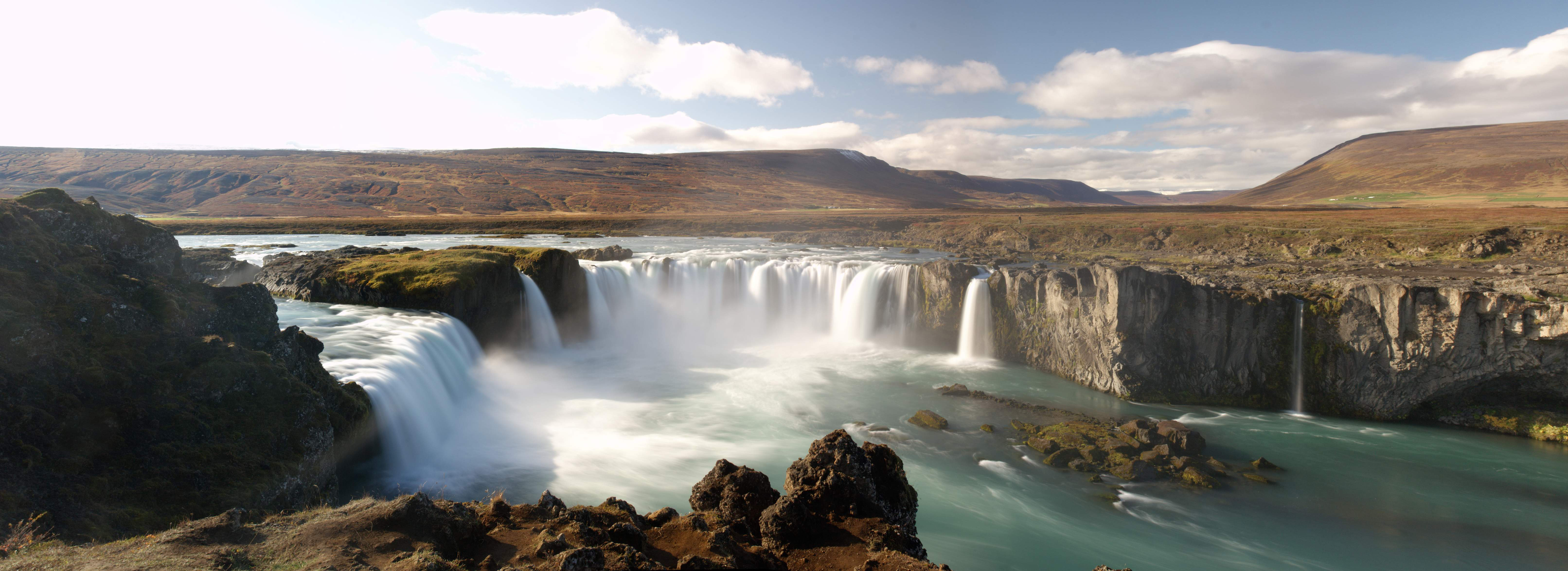
Vue panoramique de Goðafoss.

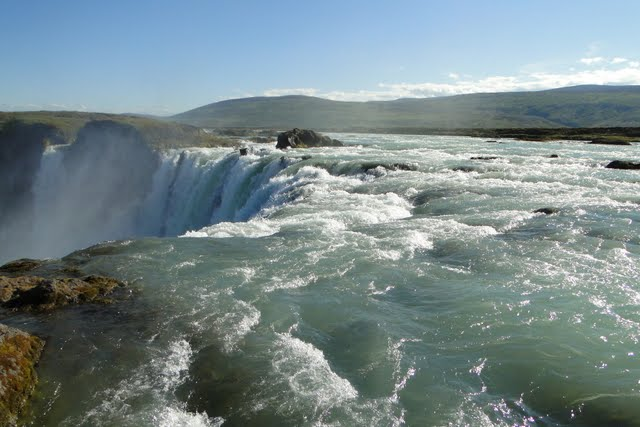
Ligne de chute d'eau.